# Ptilodon kuwayama
Ptilodon kuwayama är en fjärilsart som beskrevs av Matsumura 1919. Ptilodon kuwayama ingår i släktet Ptilodon och familjen tandspinnare. Inga underarter finns listade.